# Antiphrisson mitjaevi
Antiphrisson mitjaevi là một loài ruồi trong họ Asilidae. Antiphrisson mitjaevi được Lehr miêu tả năm 1964. Loài này phân bố ở vùng Cổ Bắc giới.